# Сергієвка (Мелеузівський район)
Сергі́євка (рос. Сергеевка, башк. Һәргәй) — присілок у складі Мелеузівського району Башкортостану, Росія. Входить до складу Нугушівської сільської ради.
Населення — 191 особа (2010; 198 в 2002).
Національний склад:
- башкири — 100%